# Приказ Военных дел

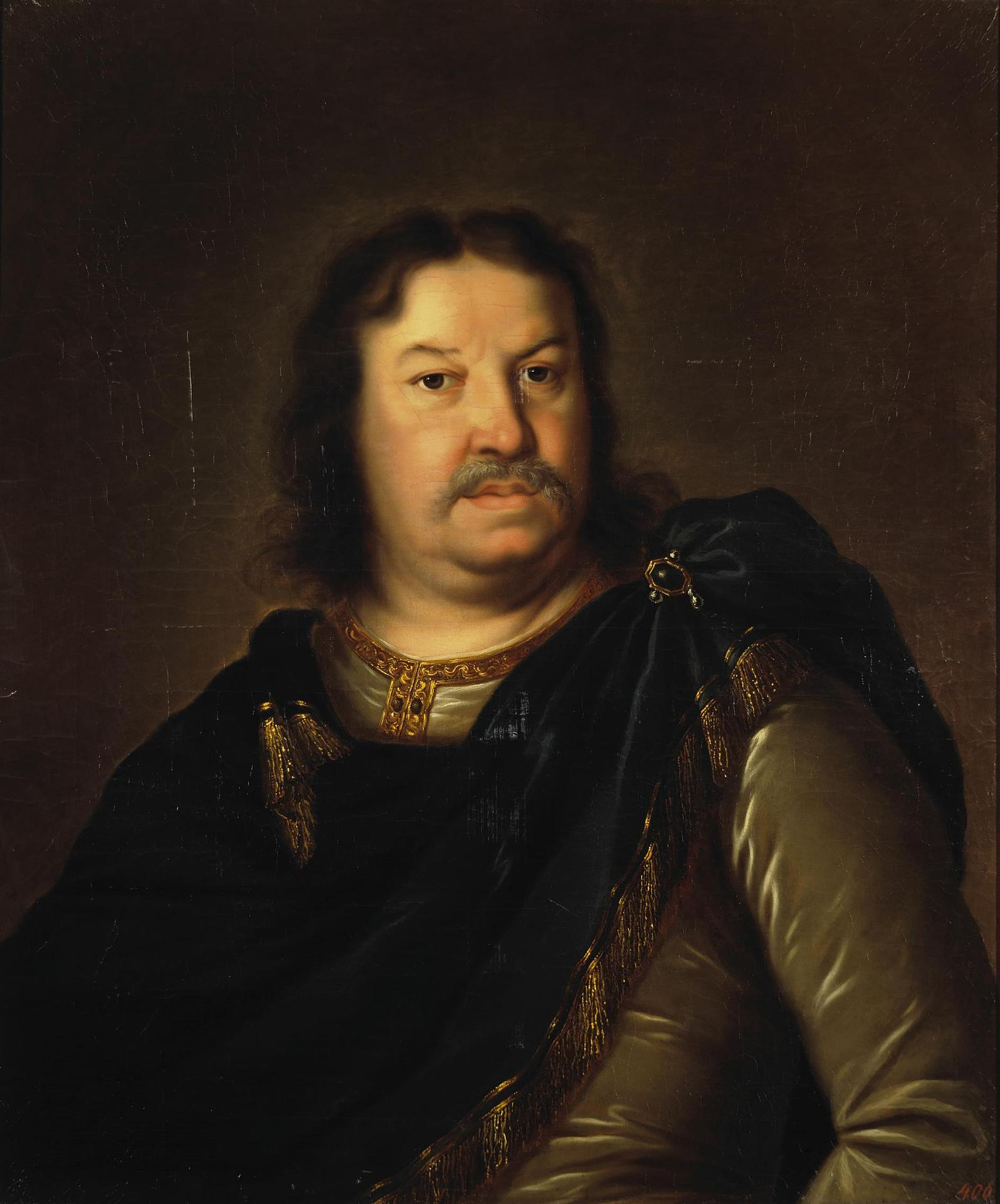
Портрет Якова Фёдоровича Долгорукого. Государственный Эрмитаж, Санкт-Петербург.

Приказ военных дел (Военный приказ, Приказ при генерал-комиссаре) (1700—1711 годы) — орган военного управления, центральное государственное учреждение, периода перехода от приказной к коллегиальной системе управления государством в России.
Приказ военных дел был образован 23 июня (4 июля) 1701 года, до этого Военный приказ, с 18 (28) февраля 1700 года, образованный в результате преобразования Иноземского и Рейтарского приказов:
«Приказы Иноземской и Рейтарской и Стрелецкой впредь писать приказами ж, Иноземской и Рейтарской, Военных дел, а Стрелецкой Земских дел; а прежним званием, тех приказов не писать».
Приказ военных дел возглавлял (позднее номинально) судья, боярин, князь, генерал-комиссар Я. Ф. Долгорукий (находился в плену), фактически — судья (начальник) Разрядного приказа Т. Н. Стрешнев.

«Велено генералов, полковников, подполковников и иных нижних чинов начальных людей … и всяких чинов ратных людей Сухова пути, которые ведомы были в Иноземском и в Рейтарском приказах, судом и росправою ведать боярину князю Якову Федоровичу Долгорукову и учинить ему тем людям особый приказ … и всякие дела, и с теми делами дьяков и подьячих, которые ему понадобятся, из Иноземского и из Рейтарского взять в тот особый приказ».— Указ об образовании Военного приказа от 18 февраля 1700 года.
Военный приказ имел в составе действующей армии свои походные органы военного управления — военные шатры (шатры комиссарских дел) со штатом комиссаров — дьяков и подьячих, а для их контроля деятельности (ревизии) в составе Военного приказа в 1707 г. был сформирован Приказ счётных дел.
За недолгий период своего существования Приказ военных дел успел несколько раз изменить свои функции.
Был упразднён с учреждением в 1711 году Главной военной канцелярии, которая стала заниматься и составом вооружённых сил (основная функция Приказа военных дел), а интендантские функции Приказа военных дел, как то: счётные, комиссариатские и мундирные дела перешли к Главному комиссариату.

## Задачи
Военный приказ в период 1700—1701 годов также назывался Приказом при генерал-комиссаре, ведал:
- финансированием регулярной армии;
- обеспечением регулярной армии;
- укомплектованием формирований вооружённых сил личным составом;
  - сформированием полков нового строя;
  - сформированием маршевых команд;
- делопроизводством по командному (начальствующему) составу армии
  - отбором командного (начальствующего) состава
  - чинопроизводство (назначение на воинские должности)
- обмундированием формирований (контролировал мундирные канцелярии).

## Этапы развития Приказа военных дел[5]
- 1701—1705 года: ведал комплектованием частей зарождающейся регулярной армии и формированием полков; заведовал командным составом армии; занимался военно-техническим снабжением армии. Согласно указу от 23 апреля 1702 года в Приказе военных дел могли записываться все добровольцы православного вероисповедания (кроме холопов и крестьянских детей из тяглого населения).
- 1705—1708 года: в 1705 году из ведения Приказа военных дел были выведены рекрутские наборы, которое отошли к Поместному приказу.
- 1708—1710 года: после местной реформы 1708 года компетенция Приказа военных дел вновь сократилась. Комплектование частей отошло к ведению губернаторов, снабжение — к полевым органам армии.

«Престарелых и раненых и увечных офицеров и урядников и солдат пересмотреть в военном приказе и годных разослать по губерниям, а негодных к посылке отослать в Московские богадельни».— Указ 1710 года (ПСЗРИ, № 2249)
- 1710—1711 года: Приказ военных дел занимался в основном осмотром раненых и престарелых офицеров и направлением годных для прохождения дальнейшей службы в губернию для обучения рекрутов, а в случае болезни — в московские богадельни (кроме лиц, имевших семьи и жилье).

## Состав
Приказ состоял из двух частей:
- передняя палата;
- задняя палата.

Во главе приказа стоял начальник — судья, ему подчинялись дьяки — письмоводители высокого ранга. Служащие более низкой категории — подьячие, делились на старших, средних и младших.

## Приказной судья (года)[6]
- Я. Ф. Долгоруков, князь, боярин, генерал-комиссар (1700—1711)